# شهرستان لاسال (ایلینوی)
شهرستان لاسال (به انگلیسی: LaSalle County) یک شهرستان‌ در ایالات متحده آمریکا است که در ایلینوی واقع شده‌است. شهرستان لاسال ۲٬۹۷۳٫۳۲ کیلومتر مربع مساحت دارد.